# Lapa dos Dinheiros
Lapa dos Dinheiros ist eine Ortschaft und ehemalige Gemeinde in Portugal.

## Geschichte und Ortsnamen
Eine Besiedlung des Gebietes ist seit der Castrokultur belegt. Die heutige Ortschaft entstand vermutlich erst im Zuge der Besiedlungspolitik nach der Reconquista und war als Lapas (port., dt. etwa: Felsausbuchtungen) bekannt. Der Ortsname wird auf König D. Dinis (1261–1325) zurückgeführt. Er soll hier auf der Durchreise von der örtlichen Bevölkerung im Überfluss bewirtet worden sein. Auf die Frage, wie sie dies zustande gebracht haben, sollen sie „von unseren Geldern“ geantwortet haben. Daraufhin soll der König die Ortschaft in „Lapa dos Dinheiros“ (Lapa der Gelder) umbenannt haben.
Die eigenständige Gemeinde Lapa dos Dinheiros entstand 1988, durch Ausgliederung aus der Gemeinde São Romão. Mit der Gebietsreform 2013 wurden beide aufgelöst und in der neuen Gemeinde União das Freguesias de Seia, São Romão e Lapa dos Dinheiros zusammengeschlossen.

## Verwaltung
Lapa dos Dinheiros war seit 1988 eine eigenständige Gemeinde (Freguesia) im Kreis (Concelho) von Seia, im Distrikt Guarda. Am 30. Juni 2011 hatte die Gemeinde 294 Einwohner auf einer Fläche von 7,6 km².
Die Gemeinde bestand nur aus der Ortschaft Lapa dos Dinheiros.
Im Zuge der Administrative Neuordnung in Portugal wurde die Gemeinde zum 29. September 2013 aufgelöst und mit Seia und São Romão zur neuen Gemeinde União das Freguesias de Seia, São Romão e Lapa dos Dinheiros zusammengeschlossen.
Offizieller Sitz wurde die Kreisstadt Seia, während die Gemeindeverwaltung hauptsächlich in São Romão residiert. Die ehemalige Gemeindeverwaltung in Lapa dos Dinheiros besteht indes als Bürgerbüro der neuen Gemeindeverwaltung weiter.